# Bythaelurus clevai
Bythaelurus clevai  (лат.) — один из видов рода Bythaelurus, семейство кошачьих акул (Scyliorhinidae).

## Ареал
Это эндемичный вид, известный по единственному голотипу, пойманному в 1986 году на глубине от 425 до 500 м у юго-западного побережья провинции Тулиары (Мадагаскар, 22°ю.ш. и 43°з.ш.). Первое описание сделано в журнале «J.L.B. Smith Institute of Ichthyology Special Publication».

## Описание
Голотип имел в длину 38,7 см.

## Взаимодействие с человеком
Потенциально, может попадаться в качестве прилова при глубоководном тралении. Данных для оценки состояния сохранности данного вида недостаточно.